# Červený Hrádek (zámek, Sedlčany)
Červený hrádek je novogotický zámek se secesními prvky. Nachází se ve stejnojmenné osadě, která je čtvrtí města Sedlčany, asi dva kilometry východně od středu města. Zámek je od roku 1965 chráněn jako kulturní památka.

## Historie

### Gotická tvrz

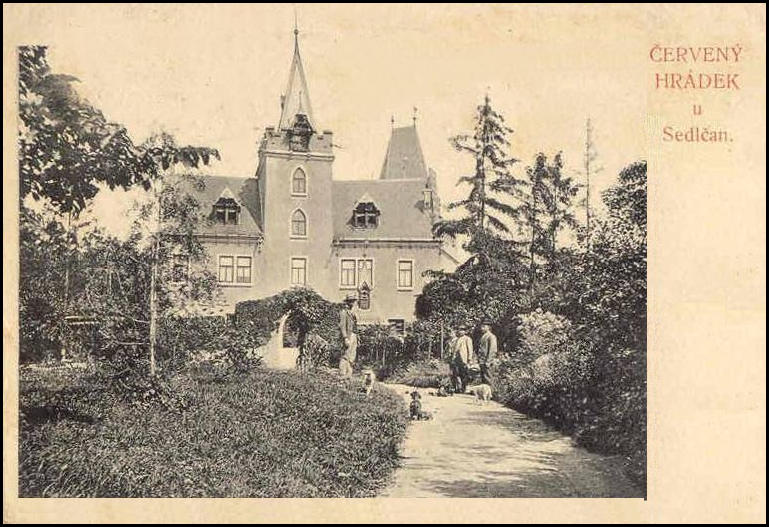
Červený Hrádek, asi 1909

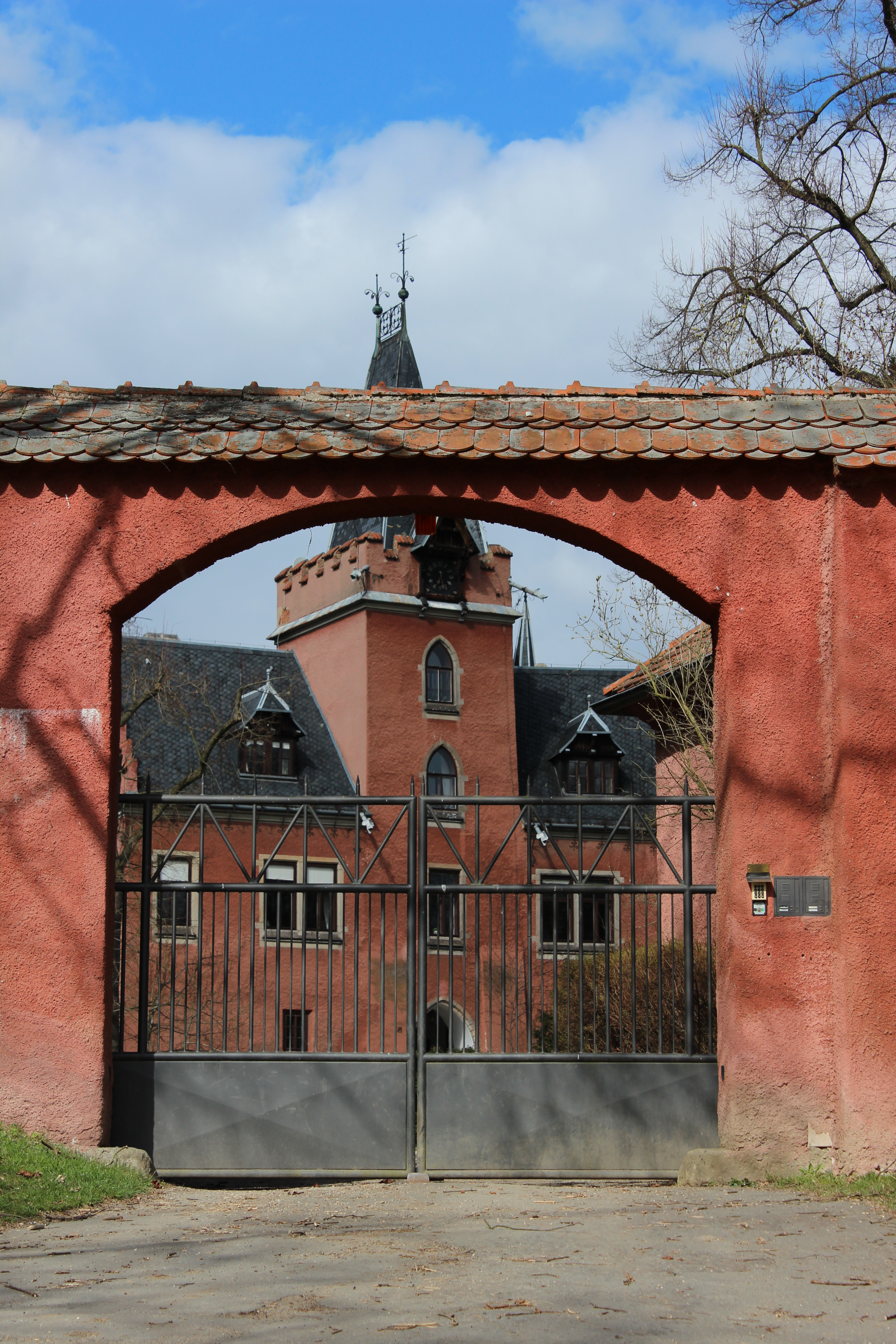
Vstupní brána

První zmínka o vsi s tvrzi Hrádek pochází z roku 1285. Majiteli panství byli Jan, Mírek, Jaksa a Chalata z Hrádku.
Na místě dnešního zámku původně stávala opevněná gotická tvrz ze 13. století. Z dochovaných zbytků hráze lze soudit, že při zadržení vody z kolem protékajícího potoka Mastníku fungovala jako vodní tvrz. Z původní tvrze, na jejímž místě byl postaven současný zámek, se dodnes dochovala zadní věž pětiúhelníkového půdorysu, zřejmě ze druhé poloviny 15. století. Také vstupní portál je goticky zaklenut. Jako Červený hrádek byla tvrz nazývána od 16. století za valstnictví Břekovců z Ostromeče, snad podle krytiny nebo barvy omítky ozdobené červenými pruhy.

### Zámek
Skrze dědictví sídlo v době pobělohorské získali páni z Vrtby a boje třicetileté války se zdejšího území zřejmě příliš nedotkly. V roce 1669 tvrz zcela zničil rozsáhlý požár. Po něm zůstala poměrně dlouho v rozvalinách a znovu vybudována byla až kolem roku 1711. Po roce 1788 zámek sloužil jako obydlí knížecího úřednictva a majitelé se velmi často střídali, než nakonec v roce 1837 stavbu zakoupil František Mladota ze Solopisk (1811–1879), pozdější dožitovní člen panské sněmovny. Mladotové ze Solopisk provedli řadu stavebních úprav objektu, z nichž poslední secesní na konci 19. století provedl mladý Jan Kotěra, tehdy ještě student architektury.
Členové rodu Mladotů ze Solopisk byli majiteli zámku až do roku 1948, kdy jej Janu Mladotovi ze Solopisk (1917–2001) stát vyvlastnil. Jan Mladota po čtyřměsíčním pobytu ve vyšetřovací vazbě emigroval do Rakouska, odkud se přestěhoval do USA a nakonec do Švýcarska. Některé obrazy z rodinné galerie a nábytek byly převezeny na hrad Vysoký Chlumec, do Uměleckoprůmyslového muzea v Praze a do kanceláří několika ministerstev. Rodinný archiv byl uložen v pardubickém depozitáři Státní památkové péče. Prostory poté krátce využívalo vojsko, následně tam sídlila učňovská škola a nakonec zámek využívalo sedlčanské Vlastivědné muzeum a příbramský okresní archiv. Po roce 1989 byl Mladotům v restituci vrácen zpět a ti jej postupně zvelebovali jako své soukromé sídlo. Prvním porevolučním staronovým majitelem zámku se stal Jan Mladota ze Solopisk, který zemřel v dubnu 2001. Jeho manželka Henrietta Goldegg-Lindenburgová (1917–2011), se kterou se v roce 1945 na Červeném Hrádku oženil, zemřela o deset let později. Závětí přešel zámek na Nikolause Lobkowicze (* 1978 Mnichov) z mělnické větve rodu, jehož otec, majitel zámku Drahenice Johannes Lobkowicz je bratranec majitele mělnického zámku Jiřího Jana.
Dochovaná podoba zámku je z let 1844–1894, kdy byl přestavěn v (romantickém historizujícím stylu). Po roce 1893 přestavbu řídil pražský stavitel Josef Freyn, kterému asistoval jeho příbuzný, tehdejší student Vídeňské akademie výtvarných umění, Jan Kotěra. Po roce 1895 už stavbu vedl Kotěra sám. Přestavba proběhla z iniciativy barona Jana Nepomuka Mladoty ze Solopisk. Exteriér je v novogotickém stylu, zatímco v interiérech převládá inspirace secesí. Ze stejné doby pochází i věž s cimbuřím a sedlovou střechou.
Podle Soupisu památek z roku 1898 zůstaly z původní stavby zachovány pouze následující detaily:
- částečně původní zdivo (obě věže)
- renesanční klepadlo na vratech hlavní brány
- barokní kovové rameno s odznaky umučení Krista
- barokní dřevěný reliéf svatého Vita se dvěma lvy. Reliéf pochází ze zrušeného oltáře ve Svatovítském chrámu v Praze[10]

Dále je zmiňován cenný mobiliář:
- renesanční skříň s intarsiemi Krista a svatého Pavla
- rokoková skříň
- empírový psací stůl
- barokní a empírové rámy obrazů
- cínové nádobí z 17. století[10]

Zámek je veřejnosti otevřen jen příležitostně, např. v době konání koncertů či svateb. Volně přístupný je pouze zámecký park v anglickém stylu.

## Zajímavosti
Zámek a jeho park posloužily jako jedna z lokalit při natáčení české komedie Trhák (rež. Zdeněk Podskalský, 1980).